# Goldene Kamera 1999
Die Verleihung der Goldenen Kamera 1999 fand am 9. Februar 1999 im Konzerthaus am Gendarmenmarkt in Berlin statt. Es war die 34. Verleihung dieser Auszeichnung. Das Publikum wurde durch August A. Fischer (Vorstandsvorsitzender des Axel-Springer-Verlages) begrüßt. Die Moderation übernahm Thomas Gottschalk. An der Veranstaltung nahmen etwa 900 Gäste teil. Die Verleihung wurde am 14. Februar 1999 um 21:40 Uhr auf dem Fernsehsender ZDF übertragen. Die Leser wählten in der Kategorie Bester Comedy-Star ihren Favoriten.

## Preisträger

### Beste deutsche Pop-Musik
- Modern Talking

### Beste Fernsehunterhaltung
- Frank Elstner – Erfinder von Wetten, dass..?

### Beste Nachwuchsschauspielerin
- Cosma Shiva Hagen (Lilli-Palmer-Gedächtniskamera)

### Bester Comedy-Star
- Anke Engelke – Die Wochenshow (Hörzu-Leserwahl)

### Bester Kameramann
- Michael Ballhaus

### Deutscher Erfolg in Hollywood
- Roland Emmerich
- Wolfgang Petersen

### Deutscher Filmmusiker in Hollywood
- Hans Zimmer

### Deutsche Rockmusik
- Herbert Grönemeyer

### Ehrenpreis für Lebenswerk
- Inge Meysel

### Glaubwürdigkeit im Fernsehen
- Kennzeichen D

### Kultstar des Jahrhunderts
- Joan Collins – Der Denver-Clan
- Larry Hagman – Dallas
- Nichelle Nichols – Raumschiff Enterprise
- Dietmar Schönherr – Raumpatrouille – Die phantastischen Abenteuer des Raumschiffes Orion[1]

### Sportler des Jahrhunderts
- Franz Beckenbauer

### Auszeichnungen für internationale Gäste

#### Erfolgreichster Regisseur aller Zeiten
- Steven Spielberg

#### Fernsehereignis des Jahrhunderts
- Neil Armstrong – Mondfahrt

## Sonstiges
- Bei dieser Gala hatte Herbert Grönemeyer erstmals nach dem Tod seiner Frau und seines Bruders wieder einen öffentlichen Auftritt.[1]

## Weblink
- Goldene Kamera 1999 – 34. Verleihung